# Esztétika
Az esztétika, régies magyar nevén széptan a szépség természetével foglalkozó filozófiai ág. (A szó eredetije a görög αἴσθησις 'aiszthészisz', amelynek jelentése meglátás, észlelés, érzékelés.) Az esztétika szót először Alexander Gottlieb Baumgarten német filozófus használta, aki hozzájárult az esztétika tanulmányának, mint önálló filozófiai területnek a megalapozásához. Melléknévként az 'esztétikus' kifejezést olyan dolgokra használjuk, amelyek eleven, élénk, felpezsdítő hatást váltanak ki belőlünk.

## Az esztétika tárgya

### Platón

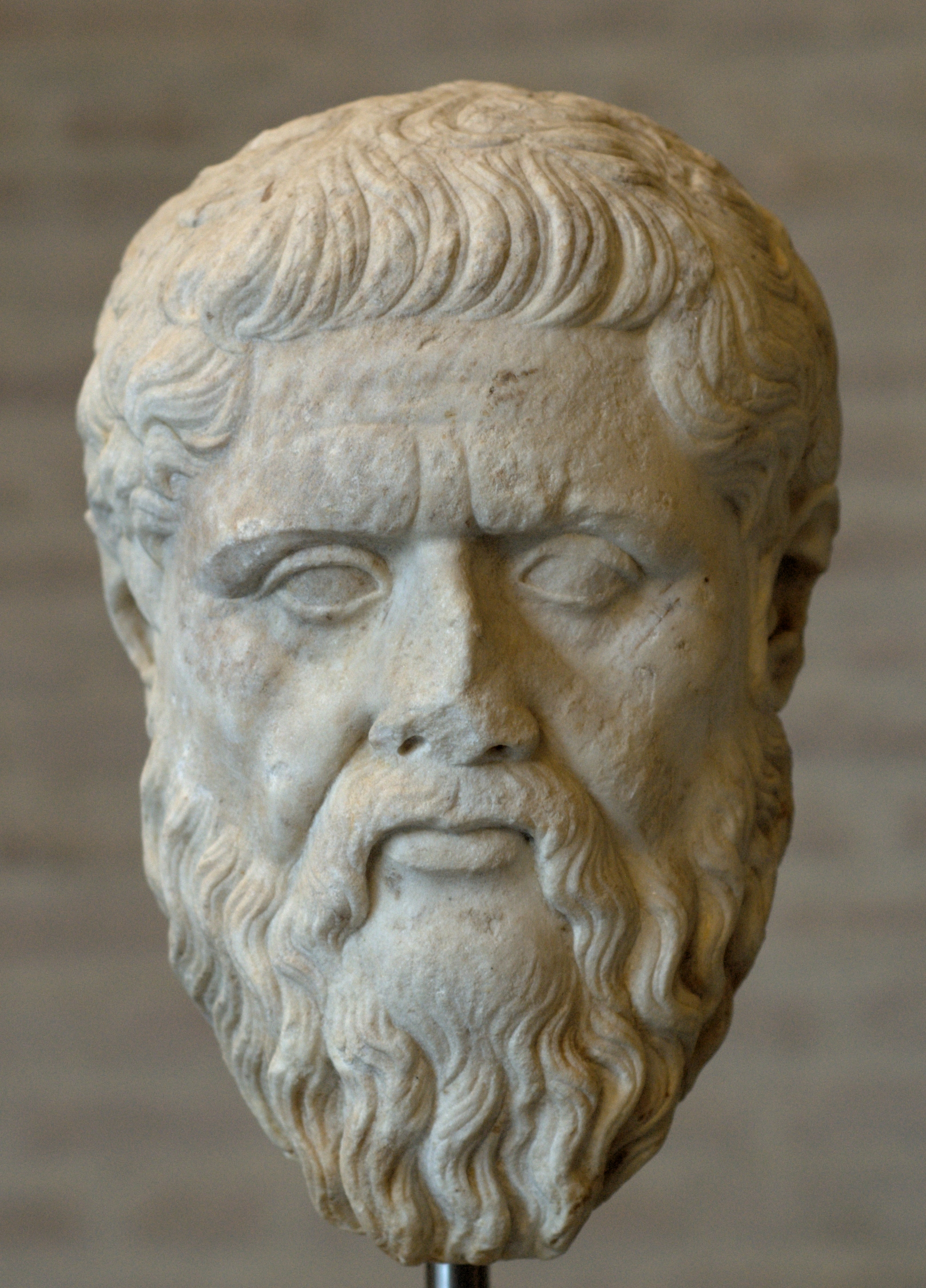
Platón

Platónnál a művészet feladata elsősorban a szépség megjelenítése volt. A lakoma című dialógusban Platón a szépséget mint a szeretet tárgyát definiálja, a szeretetről pedig azt mondja: azonosulási törekvés.
A művészeteknek olyan valóságot kell felidézniük, amely eszményi szép. Ebből az következik, hogy a szépségtől eltérő esztétikai minőségek (például a rút) kiesnek Platón látóköréből. A művészet Platón szerint nem a szubjektív örömöt vagy a gyönyört szolgálja, hanem objektív mércékhez igazodik. Éppen ezért kell az eszményi államban szabályozni, felügyelni a művészetet, olyannyira, hogy Platón még az alkalmazható formai elemeket is megköti. A költők nem jeleníthetik meg például erkölcstelen emberek párbeszédeit, s amennyiben ezek tartalmának közlésére mégiscsak szükség volna, kizárólag függő beszédben számolhat be ezekről. Ha ugyanis a költő helytelen jellemekkel azonosulna, az másokat is azonosulásra ösztönözne. Platón még magát Homéroszt is kritikával illeti, amiért műveiben az isteneknek emberi hibákat tulajdonított, márpedig az istenektől csakis jó származhat. 
Platón említést tesz a festészetről és a szobrászatról is, de nem beszél sokat róluk és nem is tartja túl nagyra őket. Az államban a még az asztalost is jobb mesterembernek tartja, mint a festőt, aki lefesti az asztalt. Ugyanis az asztalos képes elkészíteni egy asztalt annak ideája alapján, ám a festő csupán a (az asztalos által megalkotott) másolat tükörképét képes létrehozni, csak az utánzat utánzatát adja. A festő tehát – a tragédiaköltőhöz hasonlóan – „utánzó”, de nem az ősvalóságot, az eszményit, hanem csupán a mester készítményét, a látszatot utánozza, s ráadásul nem is ért ahhoz, amit utánoz.

### Arisztotelész

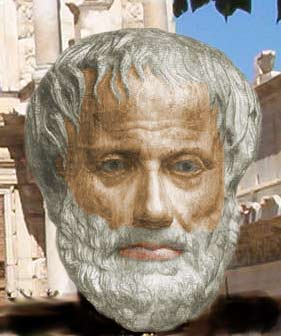
Arisztotelész

Arisztotelész esztétikájának kulcsfogalma a mimézis, azaz az utánzás. A Poétikában és a Politikában is kifejti, hogy a művészet elsődleges feladata, hogy az ember éthoszát, belső jellemvonásait utánozza, hiszen ezek határozzák meg elsősorban az emberi magatartást és a társadalomhoz való viszonyt is. Arisztotelész ezt írja a Poétika elején:

A Politikában Arisztotelész a muziké alá: a költészetet, a zenét, a táncot és a képzőművészetet, hiszen a muzikében jelenik meg a legtisztább mimézis, míg például a képzőművészet csak közvetett mimézisre képes. Arisztotelész felfogásában tehát a mimézis nem természetutánzást jelent, mint például a reneszánsz korban, az ő rendszerében akár a különböző ritmusok és dallamok is képesek a szelídségről, a bátorságról vagy éppen a gyávaságról képet adni, míg a reneszánsz felfogás szerint a zene nem mimetikus művészet, hiszen nem tudja a természetet alakhűen ábrázolni.
Platónhoz hasonlóan Arisztotelész is foglalkozott a szép fogalmával. Ő azonban – mesterével ellentétben – különbséget tesz a szépség és a jóság fogalma között. Úgy gondolta, hogy a szépség – különösen a természeti szép – lehet erkölcsileg közömbös is, felismerte továbbá, hogy a művészeti alkotás erkölcsileg rossz tettek, vagyis hibák, bűnök, vétkek ábrázolása révén is széppé válhat. Ezért a szépet és a jót elkülönítette egymástól, mégpedig azzal, hogy a jó mindig valamilyen cselekvéshez kapcsolódik, a szép viszont lehet mozdulatlan dolgok tulajdonsága is. Az eposz, a komédia és a tragédia ugyan sokszor az emberi cselekvés és gondolkodás hitványságait mutatja be, de a szép művekben mindig helyre kell állnia az erkölcsi értékrendnek.
Arisztotelész esztétikájának a későbbiekben igen nagy hatása volt a sztoikusok, elsősorban pedig Cicero nézeteire, majd az újplatónikusok (például Porphüriosz) kísérelték meg Arisztotelész és Platón tanítását összebékíteni.

### Horatius

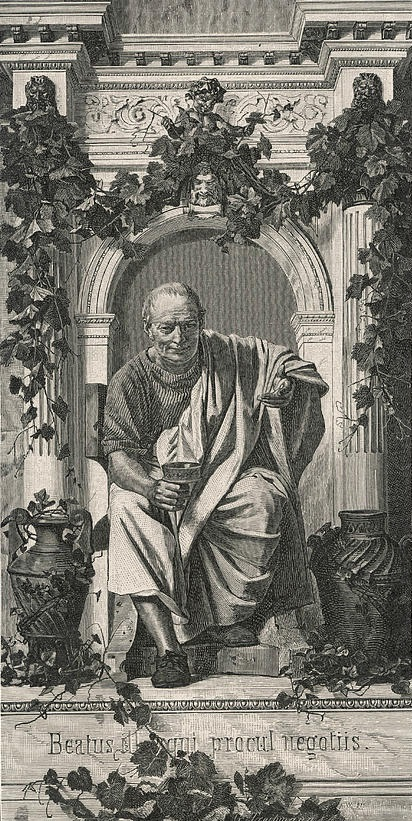
Horatius

Horatius szerint az irodalom célja „tanítani és / vagy gyönyörködtetni” (prodesse aut delectare). A műalkotás szépsége az egységben és az arányosságban van; jobb a gondosan kidolgozott kis téma, mint a rosszul kimunkált nagy. A tehetség mit sem ér, ha nem párosul szakmai tudással. A költői műgond fontosságára hívja fel a figyelmet: „Te kilenc évig tartsd vissza művedet”.
Néhány jó tanács költőknek – Horatiustól:
1. Miről szóljon a vers? „Oly tárgyat válassz, költő, mire futja erődből /

és fontold meg jól, mit bír el s mit nem a vállad.”
2. Hogyan, meddig kell csiszolgatni a sorokat? „…De ha egyszer mégis akarnál írni,/

szavald el elébb … /….Teljék le kilenc év, / addig tedd el jól, mert hátha javítani kéne.”
3."… vannak olyan szörnyű dolgok, miket árt ha /nyíltan színre viszünk, bámész nézőknek elébe. / Van, mit jobb, ha egy ékesszóló szemtanu mond el."
4. Hogyan „teszteld”, hogy jó lett-e a műved? „Bárkinek adtál már bármit, vagy akarsz, ne mutasd meg /annak a verseidet mert hálából s örömében / így kiabál: „Gyönyörű! Csudajó! Minden szava bölcs ám!” /
 Sápad, ahol kell, másutt meg könny hull a szeméből, /

Ugrál izgalmában, a port rugdossa, bokázik. / Mint bérelt siratók temetésen sírva sikoltnak, /

Többet, s jobban, mint ki valóban szenved a gyásztól, / És titkon kinevetnek – a hízelgő ilyen éppen.”
Egy jó vers Horatius szerint: Rikító tollak és halfarok
Horatius mindenekelőtt az alkotás egységességére, a részei közötti tökéletes összhangra, megkomponáltságára tanít:
„Hogyha egy asszonyi főt lónyakra helyezne a piktor 

és rikító színű tollakkal díszítené az

összedobált testrészeket, úgy, hogy a fönt takaros nő

halfarkat kapjon, csúfat, feketét, legalulra;

látva barátaim ezt, tudnátok-e nem kinevetni?

Higgyétek, Pisók, ily tákolmány az a könyv is,

Melyben, mint lázálomban, kavarognak az olcsó

Cafrangok, s hol a láb meg a fej nem tartozik össze.

Mit? Hogy a festő és költő bármit kiagyalhat?

Hogy joga van, s volt is, hogy képzeletét eleressze?

Tudjuk, s ezt a jogot számunkra is követeljük.

Csakhogy azért nem kell sóst s édest összekavarni,

Kígyóhoz hattyú, s tigrishez birka nem illik.”

„Végül: akármibe fogsz, legyen egyszerű, váljon egésszé.”
És végül nem árt, ha a költőnek van képessége arra, hogy az apró részletek tökéletes kidolgozásán túl teljes, arányos egészet tud létrehozni.

## Esztétika a képzőművészetekben
A képzőművészetekben az esztétika szempontjait gyakran a vizuális érzékeléssel társítják, legyen szó akár festményről vagy más műtárgyról, ugyanakkor a tárgy térbeli elhelyezkedése, kibocsátott illata, hangja vagy anyaga is felismerhető képzettársítást és viszonyrendszert képez. A forma ugyanúgy esztétika tárgya lehet, mint a tartalom.
A festészetben az esztétikának az az alapvetése, hogy egy háromdimenziós tárgyat és nem egy kétdimenziós lapot látunk, annyira közismert, hogy a legtöbb ember szemlélődés közben nincs is tudatában, hogy éppen esztétikai értelmezést folytat. 
Noha bármely egyéni esztétikai válasz egy képzőművészeti alkotás vonatkozásában egyedi annak megformálójára nézve, a legtöbb esztétikai alapelvet a mű készítője fogalmazza meg és használja, hogy speciális esztétikai hatást váltson ki.
Ez a képzőművészetekben egyebek mellett tartalmazza a tónushasználatot, az alakformálást, az alapozást, a szimmetriát/aszimmetriát, a vonalvezetést, a mintákat, a kontrasztot, a perspektívát, a látható tömeget, a mögöttes struktúrát, a feszültséget, a nyugalmat, a mozgást, a ritmikát, az ismétlődő elemeket, az egységet, a táblázatosságot és az aranymetszést.

## Esztétika a zenében
A zene az érzelmekre, értelemre és tudatra hatás képességével rendelkezik, a dalszöveg enyhítheti magányunkat, felébresztheti szenvedélyeinket. A zene ilyenformán hatalmas erejű művészeti forma, amelynek esztétikai megjelenése nagyban függ a kultúrától, amelyben gyakorolják.
Némely esztétikai elemet a zenei környezet fejez ki igazán, amiben megjelenik, mint például a líra, a harmónia, a pszichedelika vagy a dinamika.

## Esztétika a színművészetben
A színház vonzereje esztétikai szempontból a történetmesélés, a megjelenítés, a klasszis, az egyensúly, az időzítés, az erőhatás, a sokk, a humor, az irónia, a báj és az érzékenység.

## Esztétika az irodalomban
A költészet, a novella, a regény és a drámairodalom művészei különböző technikákat alkalmaznak esztétikai értékítéletünk megnyerésére. Az írás típusától függően egy szerző egyebek mellett használhatja a ritmika, az illusztráció, a szerkezetalakítás, az időváltás, a kétértelműség, a hasonlat, a fantázia, az izgalomkeltés, a humor és a hangos gondolkodás eszközeit.
Az irodalmi esztétikában a befolyásolás képessége az olvasás és irodalmi művek befogadásának egyfajta tudatosságát hozza létre. A befolyásolás az olvasóban vagy befogadóban keltett érzelmekre vonatkozik. Ezek a hatások széles körben csoportosíthatók az írás módja és annak az olvasóval kialakított kapcsolata szerint. A katarzis például a drámai műfajok hatása a cselekmény teljessé válása folyamán.

## Esztétika az építészetben
Az esztétikai szempontok alkalmazása az építészetben nagyon összetett kérdés, attól függően, hogy a külsőség szempontjai hogyan érvényesülnek a kialakított térbeli formatervezésben (mint szerkezeti egység, költség, építőanyagok természete, az építmény funkciója), erős hatást kifejtve ezzel a tervezési folyamatra.
Az építészek használják az ornamentáció, a szegélyformálás, az anyagszerűség, az áramlás, a tekintélyelvűség, a szimmetria, a színek, a finomság, a fény és árnyék kölcsönhatása, a transzcendentalizmus és a harmónia esztétikai alapelveit.

## Esztétika a tájépítészetben
A tájépítészek olyan elemeket használnak, mint tengely, vonal, földforma, vízszintes és függőleges síkok, alkat és skála, hogy esztétikus váltakozást hozzanak létre a tájban. Ehhez hozzájönnek a tavak, a források, a növények, az illatok, a kőműves munka, a közvilágítás és a kültéri szobrok, mint esztétikai elemek.

## Esztétika az étkezésnél
Noha az élelmiszer egy alapvető cikk, az élelem esztétikai lehetőségeinek gondos figyelme átalakíthatja az étkezést gasztronómiává. A főszakácsok esztétikai élvezetünk ösztönzését vizuális érzékeink tekintetében színek és elrendezés útján érik el, ízlelésünk és szaglásunk vonatkozásában pedig fűszerekkel, sokféleséggel, dekorációval, körítéssel, csábítással és várakoztatással érhetik el.

## Esztétika a matematikában
A legtöbb matematikus esztétikus élvezetet érez munkájától vagy a matematikától általában. Ezt az élvezetet úgy fejezik ki, hogy a matematikát (vagy annak egyes aspektusait) a gyönyörű szóval jellemzik. Néha a matematikát művészeti formának, vagy legalábbis alkotó tevékenységnek írják le, gyakran hasonlítják a zenéhez vagy a költészethez. Erdős Pál magyar matematikus a matematika leírhatatlanságáról nézeteit így összegezte: "Miért szépek a számok? Ez olyan kérdés, mint hogy miért szép Beethoven Kilencedik szimfóniája. Ha nem tudod miért, senki sem fogja tudni neked elmondani. Én tudom, hogy a számok szépek. Ha nem szépek, akkor semmi nem az."

## Neuroesztétika
A kognitív tudományok szintén figyelembe veszik az esztétikát, mégpedig Semir Zeki óta, aki a neuroesztétika eljövetelének úttörője. Ez a tudományág a híres műalkotások nagyszerűségét az agy biológiai alapelveinek megtestesülésén keresztül próbálja megmagyarázni, ami lényegében azt jelenti, hogy a nagy műalkotások a dolgok lényegét úgy ragadják meg, ahogyan csak az agy tud lényegi képeket elkapni a világról a folyamatosan változó bejövő érzékfolyamból.

### Régebbi magyar esztétikai kézikönyvek
- Greguss Mihály: Compendium aestheticae, usui auditorum suorum edidit. Cassoviae, 1826 (magyar fordítás: Az esztétika kézikönyve – Campendium aestheticae [ford. Polgár Anikó],  Kalligram Könyv- és Lapkiadó Kft., Pozsony, 2000, ISBN 80-7149-376-7)
- Greguss Ágost: A szépészet alapvonalai. Kiadta a Kisfaludy-társaság. Pest, 1849.
- Zsilinszky Mihály: A széptan előcsarnoka. Budapest, 1872. (2. kiadás 1897., a második kiadás reprintje: Laude Kiadó, Budapest, é. n., ISBN 963-9120-23-5)
- Babics Kálmán: Széptan vagy aesthetika a mivelt közönség számára. Pozsony, 1873.
- Bihari Péter: Egyetemes és részleges esthetika, Budapest, 1885
- Baráth Ferenc: Aesthetika, Budapest, 1886
- Greguss Ágost: Rendszeres széptan. G. Á. hátrahagyott jegyzeteiből sajtó alá rendezte tanítványa, Liszka Béla. Átnézte Beőthy Zsolt. Budapest, 1888.
- Dr. Bartha József: Eszthetika, Stampfel-féle Könyvkiadóhivatal, Budapest, 1910
- Kelecsényi János: Az esztétika alapvető elvei, Franklin-Társulat Magyar Irod. Intézet és Könyvnyomda, Budapest, 1913
- Kis-Erős Ferenc: Esztétika, Budapest, 1916. Szent István-Társulat, Budapest, 1910
- Dr. Pitroff Pál: Bevezetés az esztétikába, Szent István-Társulat, Budapest, 1930
- Baránszky-Jób László: Bevezetés az esztétikába, Eggenberger-féle Könyvkereskedés, Budapest, 1935
- Sík Sándor: Esztétika, Szent István-Társulat, Budapest, 1942 (reprint kiadás: Universum Könyvkiadó, Szeged, 1990, ISBN 963-385-030-4)

### Külföldi esztétikák
- Johann August Eberhard: Aesthetika, vagy is, a' szép tudományoknak theoriája, Pest, 1817 Google Books
- Pilo Mario: Esztetika (ford. Yartin József), Athenaeum Irod. és Nyomdai R. T., Budapest, 1898
- Neumann Ernő: Az esztétika rendszere (ford. Várkonyi Hildebrand), Pfeifer Ferdinánd Nemzeti Könyvkereskedés, Budapest, 1924
- Benedetto Croce: Esztétika – Elmélet és történet (ford. Dr. Kiss Ernő), Rényi Károly kiadása, Budapest, é. n. [1907]
- A szépség szíve – Régi kínai esztétikai írások, Gondolat, Budapest, 1973
- Nicolai Hartmann: Esztétika (ford. Bonyhai Gábor), Magyar Helikon, Budapest, 1977
- Alexander Gottlieb Baumgarten: Esztétika (ford. Bolonyai Gábor, utószó V. Horváth Károly, bev. Bacsó Béla), Atlantisz Könyvkiadó, Budapest, 1999, ISBN 963-9165-29-8
- Agnolo Firenzuola: A női szépségről, Attraktor, Gödöllő, 2010, ISBN 9789639857391

### Újabb irodalom
- Esztétikai kislexikon. Főszerk. Szerdahelyi István, Zoltai Dénes. 3. bőv. kiadás. Budapest: Kossuth. 1979. ISBN 963-09-1423-9
- Szerdahelyi István – Csibra István: Esztétikai ABC, Kossuth Könyvkiadó, Budapest, 1978
- Filozófiai kislexikon, Kossuth Könyvkiadó, Budapest, 1980
- Lukács György: Adalékok az esztétika történetéhez I-II. Magvető Könyvkiadó, Budapest, 1972
- Lukács György: Az esztétikum sajátossága I-II. Magvető Könyvkiadó, Budapest, 1978
- Lukács György: Esztétikai írások (1930-1945). Kossuth Könyvkiadó, Budapest, 1982
- Lukács György: A kritikai realizmus jelentősége ma. Szépirodalmi Könyvkiadó, Budapest, 1985
- Hermann István: Televízió, esztétika, kultúra. Kossuth Könyvkiadó, Budapest, 1976
- Papp Zoltán: Elidőzni a szépnél. Kant esztétikájáról, Atlantisz Könyvkiadó, Budapest, 2010 (Mesteriskola), ISBN 9789639777118
- Szerdahelyi István: A magyar esztétika története (1945-1975). Kossuth Könyvkiadó, Budapest, 1976
- A szépség szíve. Régi kínai esztétikai írások; vál., szerk., ford., bev. Tőkei Ferenc, versford. Szerdahelyi István; Gondolat, Budapest, 1973
- A. F. Loszev–V. P. Sesztakov: Az esztétikai kategóriák története; ford. Bárdos Judit, Redl Károly; Gondolat, Budapest, 1982
- Nyelv, költészet, titok. Válogatás a francia szimbolisták esztétikai írásaiból; szövegvál., ford., jegyz., bev. Maár Judit, Ádám Anikó; Nemzeti Tankönyvkiadó, Budapest, 1995
- Az esztétika vége – vagy se vége, se hossza? A modern esztétikai gondolkodás paradigmái; vál., előszó Bacsó Béla, ford. Ambrus Gergely et al.; Ikon, Budapest, 1995
- Esztétikai olvasókönyv. Szemelvénygyűjtemény az esztétika általános kérdéseinek tanulmányozásához; összeáll., jegyz. Tóthpál József, szerk. T. Kiss Tamás; OKKER, Budapest, 1997
- Füst Milán: Látomás és indulat a művészetben; szöveggond. Kis Pintér Imre; 4. jav. kiad.; Kortárs, Budapest, 1997
- Władysław Tatarkiewicz: Az esztétika alapfogalmai. Hat fogalom története; angolból ford. Sajó Sándor; Kossuth, Budapest, 2000
- Umberto Eco: Művészet és szépség a középkori esztétikában; ford. Sz. Márton Ibolya; Európa, Budapest, 2002 (Mérleg)
- G. W. F. Hegel: Előadások a művészet filozófiájáról; ford. Zoltai Dénes; Atlantisz, Budapest, 2004 (Német szellemtudományi könyvtár)
- Dávid Katalin: A szép teológiája, mint a művészeti érték megközelítésének módszere; Szt. István Társulat, Budapest, 2006
- Jan Mukarovský: Szemiológia és esztétika. Válogatott tanulmányok; vál., az előszó, jegyz. Benyovszky Krisztián, ford. Beke Márton, Benyovszky Krisztián; Kalligram, Pozsony, 2007
- Edmund Burke: Filozófiai vizsgálódás a fenségesről és a szépről való ideáink eredetét illetően; ford. Fogarasi György; Magvető, Budapest, 2008
- Cseke Ákos: A középkor és az esztétika; Akadémiai, Budapest, 2011
- Fejezetek a kora modern esztétikai gondolkodás történetéből, 1450–1650. Tanulmányok; szerk. Horkay Hörcher Ferenc; szöveggond., jegyz. Híz Ágnes; L'Harmattan, Budapest,  2013
- Horkay Hörcher Ferenc: Esztétikai gondolkodás a felvilágosodás korában, 1650–1800. Az ízlésesztétika paradigmája; Gondolat, Budapest, 2013
- Thomas Leddy: Rendkívüli és mindennapi. A hétköznapi élet esztétikája; ford. Pápay György; MMA, Budapest, 2020 (Pars pro toto)
- Romano Guardini: A műalkotás lényege; ford. Görföl Tibor; MMA, Budapest, 2023 (Pars pro toto)

### Magyar nyelvű esztétikatörténetek
- Jánosi Béla: Az esthetika története, I–III. köt., Budapest, 1899–1901. REAL-EOD
- Knight William: Az aesthetika története (ford. Husztiné Révhegyi Rózsi), Kisfaludy-Társaság, Budapest, 1915
- Zoltai Dénes: Az esztétika rövid története. Kossuth Könyvkiadó, Budapest, 1972.

### Esztétikai szöveggyűjtemények
- Az égi és a földi szépről – Források a későantik és a középkori esztétika történetéhez (közreadja Redl Károly), Gondolat Könyvkiadó, Budapest, 1988, ISBN 963-281-843-1, 518 p